# Friederike Otto
Pour les articles homonymes, voir Otto.
Friederike (Fredi) Elly Luise Otto née à Kiel en Allemagne en 1982 est une climatologue allemande experte dans le domaine de l'attribution des évènements extrêmes. Elle dirige le projet international World Weather Attribution qu'elle a fondé avec le climatologue Geert Jan van Oldenborgh.

## Biographie

### Études
Friederike Elly Luise Otto est diplômée en physique de l'Université de Potsdam. Elle obtient un doctorat en philosophie des sciences de l'Université libre de Berlin en 2012.

### Carrière scientifique
Elle est directrice associée de l'Environmental Change Institute (ECI) à l'Université d'Oxford où elle étudie l'impact des événements météorologiques sur le changement climatique,.
En décembre 2021, elle devient maître de conférences au Grantham Institute for Climate Change and the Environment de l'Imperial College de Londres.

### Recherches
Ses recherches visent à répondre à la question de savoir si et dans quelle mesure les conditions météorologiques extrêmes changent en raison de facteurs climatiques externes et dans quelle mesure le réchauffement climatique ainsi que la vulnérabilité et l'exposition sont responsables d'événements tels que les vagues de chaleur, les sécheresses et les inondations.
Elle fonde le projet international World Weather Attribution avec le climatologue Geert Jan van Oldenborgh et en prend la direction,,.
Dans son rôle de co-responsable de World Weather Attribution, elle influence le développement international des stratégies liées au réchauffement climatique,.
Elle conclut que le réchauffement avait fait tomber entre 12% et 22% de précipitations supplémentaires sur Houston lors de l'ouragan Harvey en 201. Elle soutient également qu'il ne fait aucun doute que l'ouragan Laura en 2020 était le résultat des effets du changement climatique,.
Pour elle, de tels rapports d'attribution aideront à persuader les gouvernements d'adopter des mesures visant à créer des communautés plus neutres en carbone.
Le livre 2019 d'Otto, Wütendes Wetter, publié en anglais sous le titre Angry Weather, est devenu un best-seller et a reçu des critiques positives. Le livre détaille les efforts déployés pour montrer quels événements météorologiques extrêmes ont été rendus plus probables ou plus graves en raison du changement climatique,.
L'approche d'attribution des événements qu'elle a co-développée est devenue une référence au sein de la communauté climatique. Cette approche a été évaluée comme valide dans le sixième rapport d'évaluation du GIEC de 2021, alors que le cinquième rapport d'évaluation du GIEC de 2013 jugeait que les méthodes scientifiques permettant d'attribuer des événements extrêmes individuels au changement climatique n'étaient pas encore adaptées à l'objectif.
Otto travaille avec des avocats dans des procès qui demandent une indemnisation pour les victimes d'événements extrêmes auprès d'entreprises et de gouvernements historiquement responsables du changement climatique.

## Reconnaissance
En 2021, elle fait partie du Time 100, la liste annuelle du Time des 100 personnes les plus influentes au monde.
En 2021, elle fait également partie des dix scientifiques mis en lumière dans la revue scientifique Nature.

## Ouvrages
- Angry weather – In search of the culprits for heatwaves, floods and storms. Ullstein Berlin, 2019.  (ISBN 978-3-5500-5092-3)[14]
- Angry Weather: Heat Waves, Floods, Storms, and the New Science of Climate Change. English Edition. Greystone Books, 2019.  (ISBN 978-1-77164-614-7)[14]